# 150. Schützendivision

Großes Emblem der 150. Schützendivision

Truppenfahne der 150. Schützendivision („Banner des Sieges“)

Die 150. Schützendivision (russisch 150-я стрелковая Идрицко-Берлинская ордена Кутузова дивизия 150-ja strelkowaja Idrizko Berlinskaja ordena Kutusowa diwisija) war eine Infanteriedivision der Roten Armee im Zweiten Weltkrieg.

## Geschichte
Eine 1. und 2. Formation der 150. Division wurde zu Beginn des Vaterländischen Krieges zweimal vernichtet und aufgelöst. Die 3. Formation der 150. Schützen-Division wurde vom 8. bis 17. September 1943 im Raum Staraja Russa durch Vereinigung der 127., 144. und 151. Schützen-Brigade neu aufgestellt. Im September 1943 wurde sie dem 96. Schützenkorps zugeteilt und war Teil der 34. Armee. Am 11. November 1943 wurde sie im Raum Welikije Luki per Bahn nach Newel gebracht und der 6. Gardearmee unterstellt. Die Division wurde darauf der 3. Stoßarmee (Generalleutnant Juschkewitsch) im Raum Idriza zugeteilt. Ab 1944 gehörte die Division zum 79. Schützenkorps (Generalleutnant Perewjortkin) und bestand aus dem 469., 674. und 756. Schützen-Regiment.
Im Zuge der Reschiza-Dwinsker Operation wurde im Rahmen der neu übergeordneten 2. Baltischen Front Sebesch zurückerobert und bei Rēzekne die Grenze nach Lettland überschritten. Am Höhepunkt der Baltischen Operation stand die 150. Schützendivision im Oktober 1944 vor Riga. Zu Jahresende 1944 verlegte die Division in den Raum östlich von Warschau als Reserve an die Weichsel. Im Rahmen der 1. Weißrussischen Front nahm die Division unter General Schatilow im Abschnitt der 3. Stoßarmee (Generaloberst Kusnezow) an der Schlacht an der Oder (16.–19. April 1945) teil. Bekannt wurde der Großverband durch die Eroberung des Reichstagsgebäudes bei der Schlacht um Berlin Ende April 1945. Im Dezember 1946 wurde die Division als Teil der sowjetischen Streitkräfte in Deutschland aufgelöst. Eine Kopie der Divisionsfahne wird bei Militärparaden anlässlich des Tages des Sieges zusammen mit der russischen Staatsflagge gezeigt.

### Neuaufstellung
Die Division wurde im Dezember 2016 im Oblast Rostow unter der Bezeichnung 150-я мотострелковая Идрицко-Берлинская ордена Кутузова дивизия (150-ja motostrelkowaja Idrizko-Berlinskaja ordena Kutusowa diwisija) von den russischen Streitkräften als Motschützendivision neu aufgestellt.
Der Stab wurde in Nowotscherkassk eingerichtet, die Division wurde Teil der ebenfalls reaktivierenden 8. Gardearmee. Die 150. motorisierte Schützendivision besteht aus zwei Panzer- und zwei Motschützenregimentern.
Sie beteiligt sich am russischen Überfall auf die Ukraine 2022. Am 15. März 2022 fiel ihr Kommandeur Generalmajor Oleg Mitjajew (NATO-Code OF-6 entsprechend Brigadegeneral) vor Mariupol.

## Divisionskommandeure
- Generalmajor Sergei Alexejewitsch Knjazkow (1939–1940)
- Generalmajor Alexander Iwanowitsch Pastrewitsch (1940)
- Generalmajor Iosif Iwanowitsch Chorun (17. Januar – 26. Oktober 1941)
- Generalmajor Danil Grigorjewitsch Jegorow (27. Oktober 1941 – 25. Mai 1942)
- Generalmajor Oberst Nikolaj Olimpjewitsch Gus (April – September 1943)
- Oberst Leonid Wasiljewitsch Jakowlew (8. September 1943 – April 1944)
- Generalmajor Wassili Mitrofanowitsch Schatilow (Mai 1944 – Mai 1945)[4]